# Дембина (заповедник, Опольское воеводство)
Демби́на (пол. Rezerwat przyrody Dębina) — заповедник, находящийся на территории сёл Глембоцко и Копице Бжегского повята Опольского воеводства, Польша.

## История
Заповедник создан 10 января 2000 года решением опольского воеводы.

## Описание
Заповедник располагается на берегу реки Ныса-Клодзка и занимает площадь 58,95 гектаров. Целью заповедника является сохранение и защита лиственного леса с произрастающим в нём черемшой (Allium ursinum).
Возраст древостоя в заповеднике составляет около 160 лет. В лесу доминируют граб, дуб, липа и ясень с некоторыми экземплярами в 150 см в диаметре ствола.
Кроме черемши в заповеднике произрастает подснежник белоснежный (Galanthus nivalis), первоцвет весенний (Primula officinalis) и крушина ломкая (Frangula alnus).

## Источник

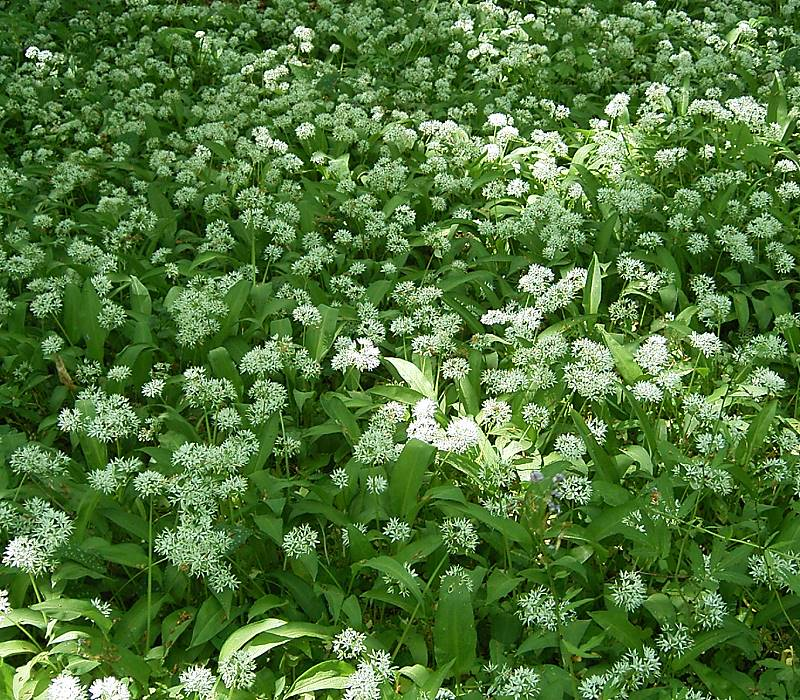
Черемша

- Koziarski Stanisław, Makowiecki Józef (red.):Walory przyrodniczo-krajobrazowe Obszaru Chronionego Krajobrazu. Bory Niemodlińskie:Wydawnictwo Uniwersytetu Opolskiego:2001

[[Категория:Бжегский повет Опольского воеводства�]]